# Estação St. Clair West
St. Clair West é uma estação do metrô de Toronto, localizada na secção Spadina da linha Yonge-University-Spadina. Localiza-se na 370 St. Clair Avenue West. St. Clair West possui um terminal de bonde e ônibus integrado, que atende a cinco linhas de superfície do Toronto Transit Commission, entre elas, a 512 St. Clair, a linha de bonde mais setentrional da cidade. O nome da estação provém da St. Clair Avenue, a principal rua leste-oeste servida pela estação. Como quando inaugurada outra estação já possuía o mesmo nome, o TTC adicionou West (oeste em português) ao nome da estação, uma vez que esta se localiza à oeste da primeira estação.